# Maurice de Féraudy

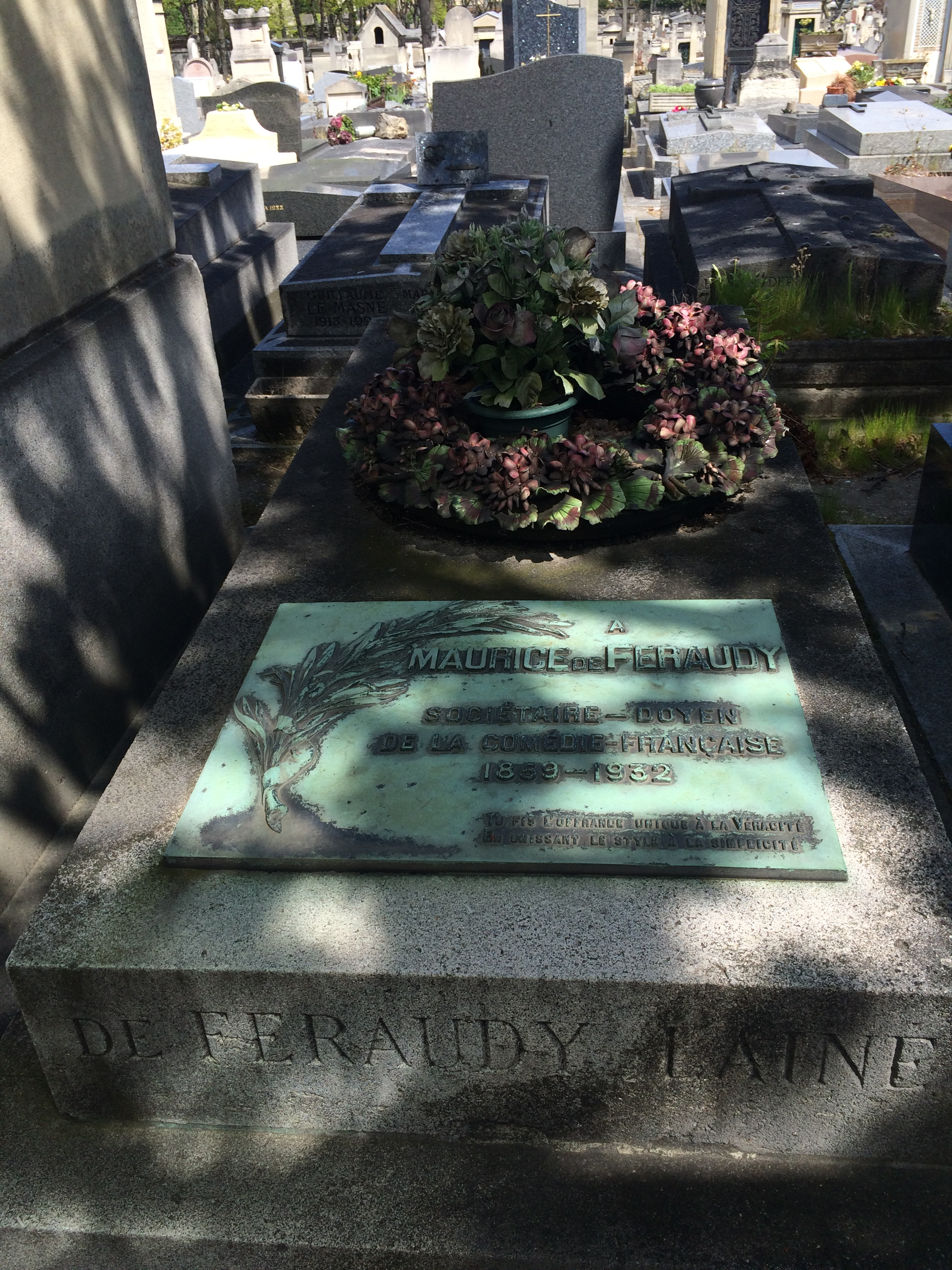
Tombe de Maurice de Féraudy au cimetière du Montparnasse (div. 7), à Paris.

Dominique Marie Maurice de Féraudy est un acteur français, sociétaire de la Comédie-Française, également dramaturge et réalisateur, né à Joinville-le-Pont le 3 décembre 1859 et mort à Paris le 12 mai 1932.

## Biographie
Entré au Théâtre-Français en 1880, sociétaire en 1887, il en devient le doyen en 1929. Il se fait applaudir dans les emplois de comiques, pour son jeu plein de gaieté. Le rôle de sa vie, qu'il a joué 1 200 fois en près de 30 ans et dont il avait le monopole, est celui d'Isidore Lechat dans Les affaires sont les affaires d'Octave Mirbeau (1903).
Féraudy a également écrit de nombreuses chansons pour Paulette Darty, dont la célèbre Fascination (1904), reprise plus tard par Suzy Delair ou encore Diane Dufresne. Traduite en anglais, cette chanson est devenue après la seconde guerre mondiale un succès international, interprétée notamment par  Nat King Cole.
Louis de Funès déclarera son influence importante non seulement pour le cinéma français, mais aussi pour lui-même.[source insuffisante]
Il est le père de Jacques de Féraudy (1886-1971), également acteur.
Maurice de Féraudy est inhumé au cimetière du Montparnasse.

## Filmographie
- 1908 : Le Mouchoir de Marie de Maurice de Féraudy et Jean Kolb
- 1908 : Les Vingt-huit Jours de Clairette (réalisateur)
- 1910 : La Mort et le Bûcheron
- 1910 : Le Médecin malgré lui d'Émile Chautard
- 1913 : Le Dernier Pardon de Maurice Tourneur
- 1914 : Monsieur Lecoq de Maurice Tourneur
- 1917 : Le Clown
- 1920 : L'Ami Fritz de René Hervil
- 1921 : Blanchette de René Hervil : Père Rousset
- 1922 : Crainquebille de Jacques Feyder : Crainquebille
- 1923 : Le Secret de Polichinelle de René Hervil : M.. Jouvenel
- 1924 : Cousin Pons de Jacques Robert, d'après Le Cousin Pons d'Honoré de Balzac : Sylvain Pons
- 1925 : Le Cœur des gueux d'Alfred Machin : le Père Larue
- 1926 : Lady Harrington : Bréhaut
- 1927 : Fleur d'amour de Marcel Vandal : Maître Sourgueil
- 1929 : Les Deux Timides de René Clair : Thibaudier
- 1929 : Ça aussi c'est Paris d'Antoine Mourre

## Théâtre

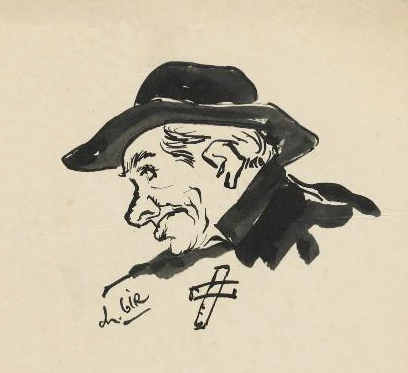
Maurice de Féraudy dans « Vautrin » d'Edmond Guiraud : caricature de Charles Gir (1922).

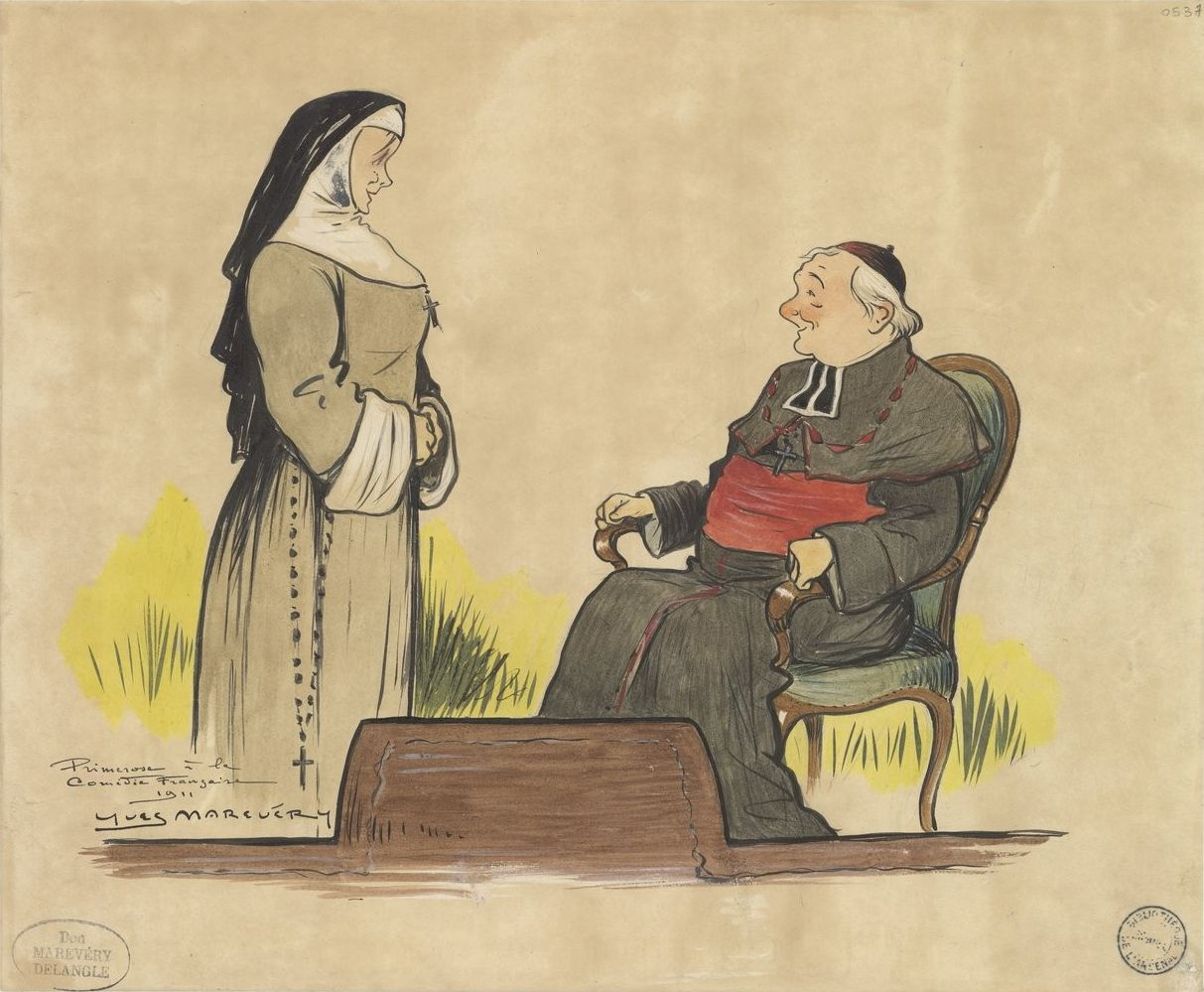
Marie Leconte et Maurice de Féraudy dans Primerose, dessin de Yves Marevéry.

### Comédie-Française
Entrée en 1880
Nommé 316e sociétaire en 1887
Départ en 1929
- 1880 : L'Impromptu de Versailles de Molière : un nécessaire
- 1881 : Le Mariage de Figaro de Beaumarchais : Grippesoleil
- 1882 : Le roi s'amuse de Victor Hugo : Clément Marot
- 1886 : Les Plaideurs de Jean Racine : le souffleur
- 1887 : Le Barbier de Séville de Beaumarchais : Figaro
- 1887 : Raymonde d'André Theuriet : Osmin de Préfontaine
- 1888 : François le Champi de George Sand : Jean Bonnin
- 1888 : Les Femmes savantes de Molière : Vadius
- 1889 : L'École des maris de Molière : Sganarelle
- 1889 : La Revanche d'Iris de Paul Ferrier : Diogène
- 1889 : Le Mariage de Figaro de Beaumarchais : Brid'oison
- 1891 : L'Article 231 de Paul Ferrier : Vertineau
- 1891 : Les Fourberies de Scapin de Molière : Sylvestre
- 1893 : L'Amour brodé de François de Curel : Oncle Raphaël
- 1894 : Les Romanesques d'Edmond Rostand : Straforel
- 1895 : Le Mariage de Figaro de Beaumarchais : Figaro
- 1896 : Les Rantzau d'Émile Erckmann et Alexandre Chatrian : Florence
- 1897 : Mieux vaut douceur et violence d'Édouard Pailleron : Robert de Briges
- 1898 : Struensée de Paul Meurice : Erik, un vieux paysan
- 1899 : Mercadet d'Honoré de Balzac : Mercadet
- 1900 : Le Stradivarius de Max Maurey : Monsieur Flure
- 1901 : Amphitryon de Molière : Sosie
- 1901 : Notre jeunesse d'Alfred Capus : Lucien Briant
- 1902 : La Grammaire d'Eugène Labiche et Alphonse Jolly : François Caboussat
- 1902 : La Petite Amie d'Eugène Brieux : Pierre Logerais
- 1902 : L'Autre Danger de Maurice Donnay : Étienne Jadain
- 1903 : Les affaires sont les affaires d'Octave Mirbeau : Isidore Lechat
- 1903 : Blanchette d'Eugène Brieux : Rousset
- 1904 : La Plus faible de Marcel Prévost : Louis Gourd
- 1904 : Le Paon de Francis de Croisset : Boursoufle
- 1906 : Paraître de Maurice Donnay : le baron
- 1906 : Poliche de Henry Bataille : Didier Meireuil
- 1907 : Marion de Lorme de Victor Hugo : M. de Rohan
- 1907 : Les Fresnay de Fernand Vandérem : Raoul Dumontier
- 1907 : Chacun sa vie de Gustave Guiches et Pierre-Barthélemy Gheusi : François Desclos
- 1908 : Les Deux Hommes d'Alfred Capus : Paul Champlin
- 1908 : Le Foyer d'Octave Mirbeau et Thadée Natanson : Armand Brion
- 1909 : La Veille du bonheur de François de Nion et Georges de Buysieulx : Paul Huguin-Senonges
- 1910 : Les Marionnettes de Pierre Wolff : Ferney
- 1911 : Cher maître de Fernand Vandérem : Frédéric Ducrest
- 1911 : Primerose de Gaston Arman de Caillavet et Robert de Flers : Cardinal de Mérance
- 1912 : L'Embuscade de Henry Kistemaeckers : Jean Gueret
- 1913 : Vouloir de Gustave Guiches : Richard Lemas
- 1914 : Les Femmes savantes de Molière : Vadius
- 1914 : Deux Couverts de Sacha Guitry : Pelletier
- 1914 : La Nouvelle Idole de François de Curel : Albert Donnat
- 1914 : Les Plaideurs de Jean Racine : L'Intimé
- 1915 : Le Mariage forcé de Molière : Marphurius
- 1916 : L'Avare de Molière : Harpagon
- 1916 : Le Bourgeois gentilhomme de Molière : M. Jourdain
- 1917 : L'Élévation de Henri Bernstein : André Cordelier
- 1920 : Les Effrontés d'Émile Augier, mise en scène Raphaël Duflos : Giboyer
- 1921 : Francillon d'Alexandre Dumas fils : le marquis de Riverolles
- 1921 : Un ennemi du peuple de Henrik Ibsen : docteur Thomas Stockmann
- 1921 : Un ami de jeunesse d'Edmond Sée : Lambruche
- 1922 : Le Bourgeois gentilhomme de Molière : M. Jourdain
- 1922 : Le Paon de Francis de Croisset : Boursoufle
- 1922 : Vautrin d'Edmond Guiraud d'après Honoré de Balzac : Vautrin
- 1922 : Les Grands Garçons de Paul Géraldy : M. Pélissier
- 1923 : Monsieur Brotonneau de Robert de Flers et Gaston Arman de Caillavet : Brotonneau
- 1923 : Poliche de Henry Bataille : Didier Meireuil
- 1924 : Croquemitaine d'Alfred Machard : Benoit
- 1925 : La joie fait peur d'Émile de Girardin : Noël
- 1925 : Une visite de noces d'Alexandre Dumas fils : Lebonnard
- 1926 : La Carcasse de Denys Amiel et André Obey : Général Vernon
- 1929 : Le Marchand de Paris d'Edmond Fleg : Samuel Brizach

### Hors Comédie-Française
- 1886 : Les Captifs de Jules Truffier d'après Plaute, théâtre National de l'Opéra
- 1926 : Le Bonheur du jour d'Edmond Guiraud, Théâtre de l'Odéon : Docteur Plessiers